# Karmi'el
Karmi'el (hebreiska: כרמיאל) är en ort i Israel.   Den ligger i distriktet Norra distriktet, i den norra delen av landet. Karmi'el ligger 233 meter över havet och antalet invånare är 44 382.
Terrängen runt Karmi'el är kuperad.Runt Karmi'el är det ganska tätbefolkat, med 90 invånare per kvadratkilometer. Karmi'el är det största samhället i trakten. Omgivningarna runt Karmi'el är i huvudsak ett öppet busklandskap.